# James Carlès
James Carlès est un chorégraphe, danseur, professeur, chercheur, et conférencier français d'origine camerounaise.
Après des études d'ingénieur agronome, il se tourne vers sa passion, la danse contemporaine et afro-américaine.

## Formation
De par ses origines franco-camerounaise, James Carlès est confronté à deux modèles culturels : le modèle créatif inspiré par ses racines africaines, et celui influencé par sa culture occidentale.
Après une formation initiale en danse et percussions africaines, en modern jazz et classique, James Carlès s'initie à la danse moderne dans des écoles de danses renommées, telles que le Limon Institute, le Alvin Ailey american dance center, le Dance Space à New York, la Greenwich Dance Agency, et le London contemporary dance school à Londres.
James Carlès élabore sa propre forme chorégraphique entre sa compagnie basée à Toulouse, et son travail de pédagogue dans la région Midi-Pyrénées. 

## Identité et danse noire
James Carlès développe une approche chorégraphique basée sur une nouvelle conception du temps et de l'espace. Ses emprunts provenant du vaste territoire des "danses noires". Il veut démystifier le regard que l'occident porte sur l'Afrique. 
"Au départ, ma démarche était artistique et identitaire, elle touchait à des questions techniques, théoriques et culturelles…Cette histoire de la "danse noire" est profondément liée au contexte politique dans lequel elle s’inscrit…j’ai un engagement militant par ailleurs. La question de l’émancipation des Noirs en Amérique se pose dans la danse afro-américaine, elle s’est posée dans la danse afro-européenne à l’époque des combats autour de la négritude, du panafricanisme, de la syndicalisation des Noirs et de la décolonisation".
Permettre de mieux appréhender les origines culturelles africaines des Noirs américains, Antillais et d'Europe, à travers leurs souffrances et leurs luttes contre l'esclavage et le racisme, et leur combat pour les Droits de l'Homme. Raconter et témoigner au moyen de la danse et de la musique, telle est la quête de James Carlès. Faire entrer le public dans l'univers envoûtant et mystérieux de l'âme du peuple noir et transcender les frontières ethniques vers l'universalité de l'Homme, par le biais des sentiments, de l'amour et de la fraternité ; des thèmes qui rendent ses chorégraphies à la fois universelles, contemporaines et humanistes.

## Création
En 1989, James Carlès signe sa première chorégraphie Megi. Depuis cette date, il collabore en tant qu'interprète avec Anna Sanchez, Christian Canciani, Elisa Rosati, le collectif Gérard Laffuste, Pierre Meurier, Eric Stieffatre, avec le Ballet Actuel de Nathalie Bard et la compagnie Myriam Naisy. 
Depuis, il a créé plus d’une vingtaine de pièces (dont Jeux d’adultes, le Signe du Mauvais Sang et des pièces pour jeune public comme Minuit et Bubinga) présentées en France, Allemagne, Suisse, Espagne et Irlande.
En 1998 il inaugure à Toulouse le centre James Carlès, pôle de formation initiale et professionnelle, de création et de diffusion chorégraphique. Il crée également le « Festival international Danse à Toulouse », dont il assure la direction artistique et qui prendra le nom de Festival Danses et continents noirs afin de ne pas confondre avec un autre festival toulousain de danses, le Festival international CDC. 
Cette même année, James Carlès fonde la Compagnie James Carlès. Le centre James Carlès de Toulouse possède une documentation riche de près d'un millier d'ouvrages, de 1 500 vidéos et de plus de deux mille DVD musicaux.
En 2006, il a le privilège d'être un des rares danseurs pour lesquels Carolyn Carlson a chorégraphié (concerto 5.31).
En 2007, il crée la pièce de groupe A Love Supreme (musique de John Coltrane).
En 2008, James Carlès, en tant que directeur artistique du Festival international Danse à Toulouse, oriente le festival de 2008 sur le thème « Danses et continents noirs ».

## Professionnalisme
Il donne des conférences dans de nombreuses écoles de danses tant en France qu'à l'étranger, notamment au Conservatoire national supérieur de musique et de danse de Paris.
Spécialiste de la pratique chorégraphique, il est jury pour les examens d’aptitude technique, diplômes d’État, est missionné par le ministère de la Culture et la Direction régionale des Affaires culturelles Midi-Pyrénées. Il siège au sein de commissions d’experts sur les sujets concernant la danse (pédagogie, création, diffusion). Initiateur des rencontres d’écoles de formations, James Carlès a été de 2002 à 2005 président de la Confédération nationale de la danse en Région Midi-Pyrénées.

## Chorégraphies
- 2014 : Coupé-décalé, en collaboration avec Robyn Orlin
- 2012 : On est ensemble...
- 2011 : Toulouse-Londres-Tel Aviv A/R
- 2010 : Tam-tam
- 2010 : Paroles de pieds, paroles de corps
- 2010 : Lagos (extrait revisité de Beast of Nonation)
- 2009 : Danse avec moi (concept concert/bal/spectacle)
- 2009 : Marciac
- 2008 : Boléro
- 2007 : Sacre du printemps « adoration de la terre »
- 2007 : A Love Supreme
- 2006 : Opus 07
- 2005 : Opus 05
- 2004 : Opus 06
- 2003 : Opus 04
- 2002 : Opus 03
- 2001 : Beast of Nonation
- 2001 : Minuit (jeune public)
- 2000 : Opus 01-02-03
- 1999 : Cahier de retour (solo)
- 1998 : L'Odeur du père
- 1998 : Happy Beathday (solo)
- 1997 : Bubinga (jeune public)
- 1997 : Le Signe du mauvais sang
- 1997 : Jeux d'adultes
- 1996 : Le Second Visage de Maâlah
- 1995 : Itinéraire d'un marchand de sable
- 1994 : Toubela - Confessions
- 1992 : Impressions (rebaptisé Itinéraires)
- 1992 : Megi - Le Chemin

Pièces d’autres créateurs, répertoire
- Get Higher, répertoire Wayne Barbaste, 1986
- Boots Dance, répertoire Walter Nicks (transmission Vendetta Mathea)
- Oh Lord, répertoire Géraldine Armstrong
- Dear Lord, répertoire Rick Odums (solo extrait de la pièce Salima), 2004
- Lobo, répertoire Vendetta Mathéa, 1987
- Strange Fruits, répertoire Pearl Primus, 1945, transmission Mary Whaite
- Negro Speaks of River, répertoire Pearl Primus, 1943, transmission Mary Whaite
- Hard Time Blues, répertoire Pearl Primus, transmission Mary Whaite
- The Wedding, répertoire Pearl Primus, 1960
- Mourner's Bench, répertoire Talley Beatty, 1947
- Ostrich, répertoire Asadata Dafora, 1934
- Barrel House Blues, répertoire Katherine Dunham, 1938
- Choros I, répertoire Katherine Dunham, 1944
- Shango, répertoire Katherine Dunham, 1945
- Rites de passage, répertoire Katherine Dunham, 1941 à 1955
- Adagio, répertoire Katherine Dunham
- Concerto 5.31, chorégraphie Carolyn Carlson pour James Carles, 2006
- Pas à pas, chacun son chemin, chorégraphie Christian Canciani, 1991